# Moresque
Pour les articles homonymes, voir Mauresque.
Ne doit pas être confondu avec Morris dance.

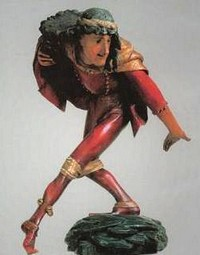
Danseur de morisque. Figurine d'Erasmus Grasser, 1480. Munich.

La moresque (ou morisque, mauresque, moresca en italien et morisca en espagnol) est une danse du Moyen Âge, au rythme binaire et vif, importée par les Maures d'Espagne. Elle est également connue comme danse des bouffons.
C'est une danse pantomime de la fin du Moyen Âge, à l'origine une danse de l'épée, où les exécutants portaient des costumes maures. On la rencontre pour la première fois à Lérida en 1150, puis elle apparaît en Italie au le XVe siècle et subsiste jusqu'au XVIIe siècle.

## Histoire

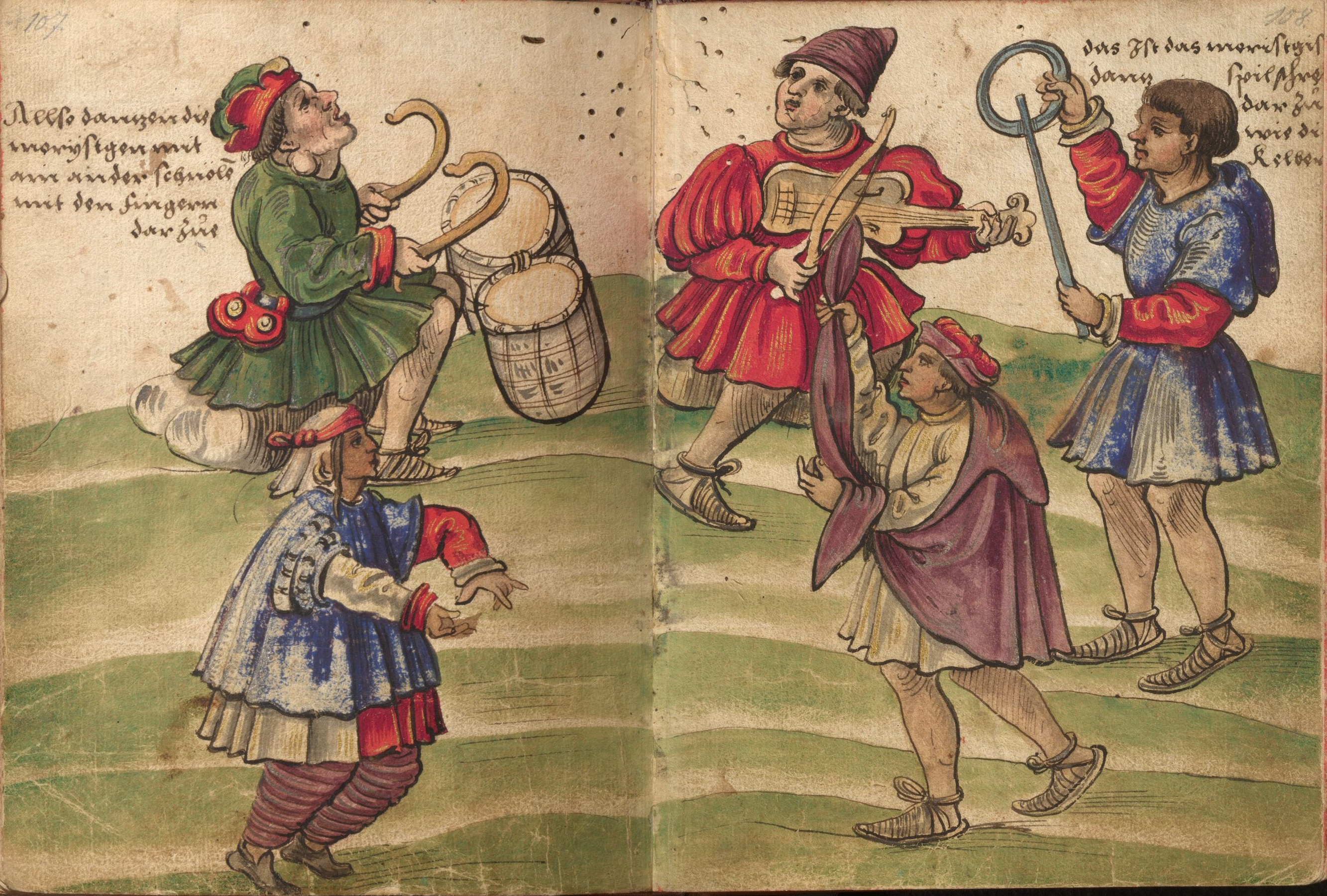
La Danza morisca représentée par Christoph Weiditz vers 1530-1540.

C'est au XVe siècle que la moresque est souvent mentionnée dans les sources, mais elle dure jusqu'au XVIIe siècle. À de rares occasions d'autres danses (comme la basse danse, le saltarello, ou le piva) sont mentionnées, mais la moresque est presque invariablement décrite dans sa manifestation d'origine, où elle apparaît sous deux formes essentiellement guerrières, en rythme tantôt binaire, tantôt ternaire : une danse en solo, et une danse en couple ou groupe de danseurs, dans laquelle ceux-ci miment un combat d'épée entre chrétiens et musulmans, rythmé d'un ou plusieurs tambours. Les danseurs en deux rangées noircissaient leur visage et portaient des grelots aux poignets et aux chevilles pour simuler le bruit des armes.
Claudio Monteverdi en donne une version chantée à la fin de son opéra L'Orfeo (1607). En France, Thoinot Arbeau l'évoque dans son Orchésographie (1589), comme étant une danse répandue à travers l'Europe.
L'un des meilleurs exemples de la moresque peut être vu dans le Roméo et Juliette (1968) de Franco Zeffirelli, qui montre une scène avec des personnages moresques et une représentation somptueuse de la danse dans la maison des Capulet.
La moresca est toujours dansée en Espagne, en Corse et au Guatemala. Le nom et certaines caractéristiques de la chorégraphie sont liées à la morris dance anglaise,.
Le terme « moresca » (chanson moresque) est aussi utilisé pour une forme sans rapport, sorte de villanelle pour le carnaval, une chanson populaire d'Italie vers 1550-1600 (moresche en italien, est le pluriel de moresca). Il reçoit son nom des textes, qui parodient le discours des Maures, définis comme les Musulmans en général, ou plus étroitement les habitants de la côte des Barbaresques.
Giulio Cesare Barbetta (1540-1603) est l'auteur d'une Moresca detta Bergamasca qui se présente sous deux formes :
- en solo, comme danse de cour,
- en couple ou en groupe, comme danse de combat à l'épée ou au bâton.

Comme danse traditionnelle, on la retrouve, sous des formes parfois différentes mais avec des caractéristiques similaires, de la Macédoine à l'Angleterre, en passant par l'île de Korčula (en croate « moreška »), l'Italie et l'Allemagne.
Les Morisques (de l'espagnol Morisco, littéralement « petit maure ») étaient des musulmans d'Espagne convertis de gré ou de force au catholicisme à la suite des édits de conversion de 1502.